# Bajka o dwóch braciach
Bajka o dwóch braciach (Die zwei Brüder) – baśń braci Grimm opublikowana w drugim wydaniu ich zbioru Baśni z 1819 roku (tom 1, nr 60).

## Treść[1]
Pewien uczciwy i ubogi wytwórca mioteł, miał brata, złego i okrutnego złotnika. Miotlarz miał dwóch synów bliźniaków. Pewnego dnia zobaczył w lesie złotego ptaka. Odnalazł zgubione przez ptaka pióro i zaniósł bratu, który ocenił, że pióro jest złote, i zapłacił dobrą cenę. Potem sprzedał bratu złote jajko ptaka, które znalazł w lesie. Za trzecim razem pochwycił ptaka i zaniósł bratu. Złotnik dobrze za niego zapłacił, gdyż wiedział, że kto zje serce i wątrobę złotego ptaka, ten zawsze rano pod poduszką znajdzie sztukę złota.
Kiedy żona złotnika piekła ptaka w kuchni, dwaj synowie miotlarza, którzy przypadkiem się tam znaleźli, zjedli serce i wątrobę, które wypadły w czasie pieczenia. Od tej pory każdego ranka znajdowali złoto pod poduszką. Niegodziwy złotnik, chcąc się zemścić, powiedział miotlarzowi, że jego synowie muszą mieć konszachty z diabłem i doprowadził do tego, że ojciec wygnał ich z domu.
Chłopców przygarnął pewien myśliwy, który nauczył ich myśliwskiego rzemiosła. Kiedy dorośli, opuścili opiekuna i udali się w świat na poszukiwanie szczęścia. Myśliwy na pożegnanie wręczył im magiczny nóż. Poinstruował, że jeśli się kiedyś rozdzielą i na rozstaju dróg wbiją w drzewo nóż, to ten z nich, który powróci w to miejsce dowie się, jak wiedzie się jego bratu. Jeśli jeden z braci umrze, wtedy nóż zardzewieje po tej stronie, w którą on poszedł, a jeśli będzie żył, to ostrze pozostanie lśniące.
Bracia idąc lasem napotkali zająca. Chcieli go upolować, ale zwierzę zaczęło prosić o litość. Bracia oszczędzili je, w zamian za to zając dał im dwoje swoich młodych na służbę. To samo stało się, kiedy spotkali lisa, wilka, niedźwiedzia i lwa. W ten sposób bracia mieli już po dwa zające, lisy, wilki, niedźwiedzie i lwy, które im wiernie służyły.
Bracia nie mogąc w swojej wędrówce znaleźć stałego zatrudnienia w mijanych wioskach, zdecydowali się rozdzielić. Jeden ruszył na wschód, drugi na zachód, a w miejscu gdzie się rozstali, wbili magiczny nóż w drzewo.
Młodszy trafił do miasta, gdzie panowała żałoba. Straszliwy siedmiogłowy smok pożarł wszystkie młode dziewczyny oprócz księżniczki, która miała być zaprowadzona do potwora następnego dnia.
Młody myśliwy udał się na górę, gdzie mieszkał smok. Stał tam mały kościółek. Na ołtarzu były trzy pełne puchary, a napis głosił, że kto wypije ich zawartość, będzie najsilniejszy na świecie i zdoła podnieść miecz leżący pod progiem. Myśliwy odnalazł miecz, ale dopiero po wypiciu zawartości pucharów mógł go unieść. Z tym orężem ruszył na smoka.
W tym samym czasie na miejsce przybyła księżniczka w towarzystwie marszałka dworu. Miała zostać oddana smokowi. Myśliwy kazał księżniczce schować się w kościołku, a sam stanął do walki z bestią. Z pomocą zwierząt odniósł zwycięstwo i zabił smoka. Wdzięczna księżniczka podziękowała za ratunek. Rozdzieliła swój naszyjnik pomiędzy zwierzęta i myśliwego. Poinformowała swojego wybawcę, że zgodnie z wolą króla, ten, kto zabije smoka, może posiąść jej rękę.  Myśliwy był tak zmęczony po walce, że natychmiast zasnął. Wraz z nim zasnęły jego zwierzęta.
Wtedy wyszedł marszałek dworu, który dotychczas był w ukryciu i uciął śpiącemu myśliwemu głowę. Grożąc księżniczce śmiercią zmusił ją, by świadczyła przed królem, że to marszałek zabił smoka. Królewna, bojąc się śmierci, przysięgła wszystko, czego żądał łotr.
Jakiś czas później zwierzęta obudziły się i zobaczyły martwego pana. Winą obarczyły zająca, który miał pełnić wartę, i chciały go zabić. Jednak zając powiedział, że jest w stanie wskrzesić zmarłego za pomocą magicznego korzenia. Korzeń rzeczywiście pomógł, po roku myśliwy doszedł do siebie.
Po wyzdrowieniu, myśliwy udał się do stolicy, gdzie miał się odbyć ślub księżniczki i marszałka. Zatrzymał się ze zwierzętami w karczmie. Założył się z karczmarzem, że zje chleb z królewskiego stołu, i wysłał po niego zająca. Księżniczka rozpoznała zająca po części naszyjnika, i wydała mu bochenek. Następnie myśliwy wysyłał kolejne zwierzęta po kolejne potrawy z królewskiego stoły: mięso, warzywa, słodycze i wino.
Król zainteresował się, co znaczą dziwne wizyty zwierząt. Księżniczka, związana przysięgą, która wymógł na niej marszałek, nie mogła odpowiedzieć, ale poradziła, by król sprowadził pana tych zwierząt. Na rozkaz króla, myśliwy stawił się w pałacu i ujawnił kto naprawdę zabił smoka. Księżniczka wszystko potwierdziła. Marszałek został stracony (rozerwany wołami), a myśliwy i księżniczka wzięli ślub.
Szczęście nie trwało długo. Myśliwy podczas polowania zapuścił się wraz ze swoimi zwierzętami do przeklętego lasu. Spotkał żyjącą tam czarownicę, która podstępnie zamieniła jego i zwierzęta w kamienie.
Tymczasem jego brat, wraz ze swoimi zwierzętami tułał się po świecie, nie mogąc znaleźć miejsca dla siebie. Pewnego dnia przechodził obok miejsca w lesie, gdzie rozstał się z bratem. Zobaczył, że magiczny nóż wbity w pień drzewa jest do połowy zardzewiały od strony, w którą odszedł jego brat. Zrozumiał, że jego brat żyje, ale jest w niebezpieczeństwie. Zdecydował się ruszyć na pomoc. 
Trafił do królestwa, gdzie jego brat, po pokonaniu smoka, został następcą tronu. Ponieważ był do niego podobny i miał te same zwierzęta, miejscowi uznali, że jest zaginionym księciem-myśliwym. W ten sposób brat dowiedział się, co się stało z jego drugim bratem. Postanowił udać się do przeklętego lasu i go odszukać. Natrafił na tę samą czarownicę. Pokonał ją w walce i zmusił, by powiedziała, co się stało z jego bratem. Czarownica pod przymusem odczarowała jego brata i zwierzęta. Następnie została przez braci spalona w ogniu.
Bracia udali się razem do pałacu, opowiadając swoje historie. Kiedy następca tronu dowiedział się, że jego brat został potraktowany jak on i spał w jednym łóżku z jego księżniczką, pod wpływem ataku zazdrości zabił go. Rychło jednak pożałował swojej porywczości. Za pomocą magicznego korzenia od zająca - wskrzesił brata na powrót do życia.
Kiedy razem wrócili do miasta, księżniczka rozpoznała męża po naszyjniku jaki wisiał na jego zwierzętach. Zrozumiała, dlaczego, gdy spali w jednym łóżku z bratem jej męża, ten umieścił miecz między nimi. Był lojalny wobec brata.